# Jean-Baptiste Amédée de Grégoire de Saint-Sauveur
Jean-Baptiste Amédée de Grégoire de Saint-Sauveur, né près de  Mende le 24 juin 1709 et décédé le 16 juin 1792, était un ecclesiastique français. Il est le dernier évêque de Bazas.

## Biographie
Né près de Mende en Gévaudan en 1709. Aumônier du roi, prévôt et vicaire général du diocèse de Mende, il est nommé évêque de Bazas en 1746, prenant la suite de l'académicien Edme Mongin décédé en mai de cette année-là. Il est consacré par Gabriel-Florent de Choiseul-Beaupré, évêque de Mende. C'est après un épiscopat assez long, de près de cinquante ans, que surviennent les troubles de la Révolution française. Il est alors député du clergé pour la sénéchaussée de Bazas. Il est d'ailleurs le doyen des parlementaires.
Profondément attaché à l'Ancien Régime, il préfère donner sa démission le 14 septembre 1789. Il décide de s'exiler en Espagne, bien que conservant son titre d'évêque de Bazas. Cet évêché disparaît à sa mort le 16 juin 1792, et est réparti de façon inégale entre ceux de Bordeaux, Agen et Aire.

## Sources
- « Jean-Baptiste Amédée de Grégoire de Saint-Sauveur », dans Adolphe Robert et Gaston Cougny, Dictionnaire des parlementaires français, Edgar Bourloton, 1889-1891 [détail de l’édition]

## références
1. ↑  (fr) [PDF] Liste des doyens d'âges, publié par l'assemblée nationale
2. ↑  (fr) [PDF] Présentation des députés, publié par l'Assemblée nationale